# Allan Merson
Allan Leslie Merson (* 26. August 1916 in Monkseaton; † 28. Oktober 1995 in Lyndhurst) war ein britischer Historiker. Er verfasste eine der ersten wissenschaftlichen Darstellungen des deutschen kommunistischen Widerstands gegen den Nationalsozialismus.

## Leben
Der Sohn eines Ingenieurs und einer Lehrerin wuchs in einem gut situierten Elternhaus auf. Zusätzlich zu seinem Besuch der Dorfschule von Monkseaton erhielt er von seiner Mutter Privatunterricht. Anschließend absolvierte er die Royal Grammar School in Newcastle upon Tyne und studierte von 1934 bis 1937 am Balliol College der Universität Oxford Geschichte. Anfang 1937 wurde er Mitglied der Communist Party of Great Britain (CPGB). Im Herbst 1937 ging er für ein Jahr als Austauschlehrer an ein Gymnasium nach Würzburg und belegte 1938 einen Sommerkurs an der Universität München. 1938 erhielt er ein Stipendium vom Queen’s College (Oxford), um Romanistik in Paris zu studieren.
Im Oktober 1938 bestand Merson die Prüfung für den Konsulardienst, wodurch ihm eine Karriere im diplomatischen Dienst offenstand. Er entschied sich für eine Beschäftigung in der Auslandsabteilung im Wirtschaftsministerium und arbeitete dort ab dem Spätherbst 1938 als Beamter im Export und Kreditwesen.
Von März 1940 bis Juli 1946 leistete Merson Militärdienst. Er wurde zunächst zur Artillerie einberufen und im September 1940 zu den Nachrichtentruppen dienstverpflichtet. Anfang 1941 nahm er zunächst als Angehöriger eines Feldsicherheitstruppenteils an der britischen Besetzung Islands teil. Später wechselte er in die Informationsabteilung, wo er für Fragen der Presse und Propaganda zuständig war. Als nach einer entsprechenden Vereinbarung Winston Churchills und Franklin Delano Roosevelts Anfang 1942 amerikanische Truppen die britischen ablösten, gehörte Merson zu einer kleinen Gruppe Spezialisten, die noch einige Monate länger auf Island verblieben. Er gab dort unter anderem die Zeitung Daily Post heraus.
Merson kehrte im Juni 1943 nach England zurück und wurde dort an eine Spezialschule der Political Warfare Executive im Bereich der politischen und psychologischen Kriegsführung in Woburn Abbey versetzt. Hier wurden Spezialisten unter anderem für den Bereich Presse und Rundfunk ausgebildet, die nach der Befreiung der von den Achsenmächten besetzten Länder zum Einsatz kommen sollten. Merson kam unmittelbar nach der Invasion der Alliierten in der Normandie nach Frankreich. Nach einem kurzen Aufenthalt in Paris im August war er ab September 1944 für drei Monate in Brüssel tätig. Dort war er für Informationskontrolle und Aufbau der Presse zuständig.
Nachdem er eine Gelbsucht-Erkrankung überstanden hatte, wirkte Merson vor allem in Deutschland. Er autorisierte die Neue Westfälische Zeitung, die im Juni 1945 mit einer Auflage von über 700.000 Exemplaren erschien. Im Juli 1945 wurde Merson nach Berlin versetzt, wo er ab August 1945 Der Berliner herausgab, die erste deutschsprachige Zeitung der britischen Militärbehörde. Im Spätherbst 1945 übernahm Merson die Leitung der Presseabteilung der britischen Armee für Nordrhein-Westfalen in Düsseldorf.
Merson nahm am 18. Juni 1946 seinen Abschied aus der Armee. Angebote, in der Armee zu bleiben, oder als Zivilangestellter der Besatzungsbehörden zu arbeiten, hatte er abgelehnt. Stattdessen übernahm er im Oktober 1946 eine Stelle als Lecturer an der Universität Southampton. Dort blieb Merson als Dozent bis zu seiner Pensionierung 1978 tätig.
Bis an sein Lebensende blieb Merson engagierter Kommunist. Er gab für die Partei Kurse im Marxismus, gehörte dem Parteikomitee für den Distrikt Hampshire und Dorset an und schloss sich nach der Selbstauflösung der CPGB der Communist Party of Britain an.

## Werk
Merson beschäftigte sich vor allem mit der englischen Geschichte vom 16. bis zum 18. Jahrhundert und Regionalgeschichte. Er wirkte an der Herausgabe und Redaktion der Southampton Records Series mit. Er veröffentlichte auch zu geschichtlichen Themen in der Presse der Kommunistischen Partei, gehörte der Communist Party Historians Group an und verfasste einige Pamphlete der Reihe Our History.
Anfang der 1960er Jahre begann Merson zur Geschichte des kommunistischen Widerstands im nationalsozialistischen Deutschland zu forschen. Er griff dabei auf Quellen des Hauptstaatsarchivs Düsseldorf und des Oberlandesgerichts Hamm zurück, befragte Zeitzeugen und forschte vor allem zum kommunistischen Widerstand in Düsseldorf. Erste Teilergebnisse veröffentlichte er 1973 unter dem Titel The Nazis and Monopoly Capital in der Reihe Our History. 1985 legte er mit Communist Resistance in Nazi Germany (dt. Kommunistischer Widerstand in Nazideutschland, 1999) eine der ersten wissenschaftlichen Studien zum Thema vor.

## Schriften
- als Hrsg.: The third book of remembrance of Southampton, 1514–1602. Vol. 1. (1514–1540). Southampton University, 1952.
- Problems of the German anti-fascist resistance, 1933–1945. History Group of the Communist Party, [London] 1966.
- mit Arthur James Willis: A calendar of Southampton apprenticeship registers, 1609–1740. Southampton University Press, Southampton 1968.
- Nazis and monopoly capital. New evidence reviewed. History Group of the Communist Party, London 1973.
  - dt.: Die Nazis und das Monopolkapital. Eigenverlag A. Billstein, Krefeld 1973.
- The Free Press (1851–1856). In: Beiträge zur Marx-Engels-Forschung 11. Berlin 1982, S. 137–156. Digitalisat
- Communist resistance in Nazi Germany. Lawrence and Wishart, London 1985, ISBN 0-391-03366-2.
  - dt.: Kommunistischer Widerstand in Nazideutschland. Pahl-Rugenstein, Bonn 1999, ISBN 3-89144-262-9; Neuauflage: Neue Impulse Verlag, Essen 2020, ISBN 9783961700110